# Squeeze (The Velvet Underground)
Squeeze is het vijfde en laatste studioalbum van de Amerikaanse experimentele rockgroep The Velvet Underground uit 1973. Het album wordt meestal echter niet als een volwaardig VU-album gerekend, aangezien geen enkele van de originele groepsleden aan het album hebben gewerkt.

## Achtergrond
Vlak voor de uitgave van het vierde album Loaded trad sleutelfiguur Lou Reed uit The Velvet Underground, waarop bassist Doug Yule de leiding over de groep overnam. Tijdens het daaropvolgende tournee stapte gitarist Sterling Morrison uit de groep. In Engeland tekende manager Steve Sesnick een contract met het platenlabel Polydor. Sesnick stuurde drummer Maureen Tucker terug naar huis, zette Yule onder druk om een nieuw album op te nemen, stak het voorgeschoten geld in eigen zak en liet Yule zonder geld achter in Engeland. Squeeze werd door Yule opgenomen in Londen, bijgestaan door drummer Ian Paice van Deep Purple, een saxofonist genaamd Malcolm en een aantal ongeïdentificeerde achtergrondzangeressen. 
Squeeze werd uitgegeven in 1973 en was zowel een creatieve als commerciële flop, en The Velvet Underground werd kort daarna definitief opgeheven. Doug Yule heeft later persoonlijk afstand genomen van het album. Later verschenen meer genuanceerde reacties; Tyler Wilcox schreef namens Pitchfork dat het album in hoger aanzien zou staan als een Doug Yule soloalbum en Steven Shehori van The Huffington Post noemde het album "een ware popklassieker".

## Composities
Alle muziek en teksten zijn geschreven door Doug Yule. 
| Nr. | Titel        | Duur |
| --- | ------------ | ---- |
| 1.  | Little Jack  | 3:25 |
| 2.  | Crash        | 1:21 |
| 3.  | Caroline     | 2:34 |
| 4.  | Mean old man | 2:52 |
| 5.  | Dopey Joe    | 3:06 |
| 6.  | Wordless     | 3:00 |

| 7.                 | She'll make you cry | 2:43 |
| 8.                 | Friends             | 2:37 |
| 9.                 | Send no letter      | 3:11 |
| 10.                | Jack & Jane         | 2:53 |
| 11.                | Louise              | 5:43 |
| Totale duur: 33:20 |                     |      |

## Bezetting
- Doug Yule – zang, gitaar, keyboard, basgitaar, productie
- Ene Malcolm – saxofoon
- Ian Paice – drumstel
- Ongeïdentificeerde achtergrondzangeressen